# 675

## Nașteri
- dată necunoscută: Ioan Damaschinul  (d. 749)
- dată necunoscută: Leon al III-lea Isaurianul împărat bizantin (d. 741)
- dată necunoscută: Bonifaciu  (d. 754)

## Decese
- dată necunoscută: Childéric al II-lea rege al francilor (n. 655)